# Escíncid lacertiforme
L'escíncid lacertiforme (Oligosoma moco) és una espècie de llangardaix de la família Scincidae. És endèmic de Nova Zelanda. Moco és la paraula maorí per a sargantana en general.

## Descripció
El color i els dibuixos són variables, però generalment és de color coure o marró oliva i sol tenir una franja marró fosc amb vores uniformes al costat, amb vores crema o blanc a la part superior i inferior. Alguns individus són molt foscos. Té els dits i la cua llargs i característics, creix fins a un màxim de 18 cm. La cua és molt llarga, pot representar més de la meitat de la longitud total del cos. Es desconeix la seva esperança de vida.
Es tracta d'un animal generalment solitari, però s'han observat colònies en aquelles zones lliures de depredadors.
L'àcar ectoparàsit Ophionyssus scincorum és un paràsit comú en l'escíncid lacertiforme. També s'ha registrat casos del paràsit sanguini Hepatozoon lygosomarum.

## Hàbitat
És endèmic de Nova Zelanda i es troba a tota la part nord-est de l'illa del Nord, però es veu majoritàriament a les illes de la costa est de l'illa del nord. Per ajudar a protegir l'espècie, el gener de 2014 es van alliberar 50 escíncid al santuari de l'illa de Rotoroa.
Es troben generalment en ambients costaners. Són actius principalment durant el dia i sovint es veuen prenent el sol a les roques càlides. També es troben sota troncs i pedres i en bancs d'argila. Mengen petits insectes, aranyes i invertebrats similars. Sovint emergeixen de les vores de la vegetació per caçar a les platges i zones rocoses obertes.

## Reproducció
Com la majoria dels escíncids autòctons de Nova Zelanda, el lacertiforme pareix cries vius, en lloc de posar ous. Sembla ser una adaptació a viure en un clima fresc, on la vida és marginal per als rèptils. Als voltants del febrer neixen criades de fins a vuit.